# Qualificazioni al campionato europeo maschile di calcio 2024 - Gruppo I
Il gruppo I delle qualificazioni al campionato europeo di calcio 2024 è composto da sei squadre: Svizzera, Israele, Romania, Kosovo, Bielorussia e Andorra. La composizione dei gruppi di qualificazione è stata sorteggiata il 9 ottobre 2022.

## Classifica
| Squadra     | Pt | G  | V | N | P | GF | GS | DR  |
| ----------- | -- | -- | - | - | - | -- | -- | --- |
| Romania     | 22 | 10 | 6 | 4 | 0 | 16 | 5  | +11 |
| Svizzera    | 17 | 10 | 4 | 5 | 1 | 22 | 11 | +11 |
| Israele     | 15 | 10 | 4 | 3 | 3 | 11 | 11 | 0   |
| Bielorussia | 12 | 10 | 3 | 3 | 4 | 9  | 14 | -5  |
| Kosovo      | 11 | 10 | 2 | 5 | 3 | 10 | 10 | 0   |
| Andorra     | 2  | 10 | 0 | 2 | 8 | 3  | 20 | -17 |

## Risultati

### Prima giornata
| Arbitro: | Alejandro Hernández Hernández |

|  |           |                                            |
|  | Marcatori | 4’, 17’, 29’ Steffen 62’ Xhaka 65’ Amdouni |

| Arbitro: | William Collum |

|            |           |                 |
| Peretz 56’ | Marcatori | 36’ (aut.) Dasa |

| Arbitro: | Dario Bel |

|  |           |                    |
|  | Marcatori | 35’ Man 49’ Alibec |

### Seconda giornata
| Arbitro: | Sebastian Gishamer |

|              |           |           |
| Zhegrova 59’ | Marcatori | 61’ Rosas |

| Arbitro: | Allard Lindhout |

|                       |           |             |
| Stanciu 17’ Burcă 19’ | Marcatori | 86’ Marozaŭ |

| Arbitro: | Nikola Dabanović |

|                                   |           |  |
| Vargas 39’ Amdouni 47’ Widmer 52’ | Marcatori |  |

### Terza giornata
| Arbitro: | Balázs Berke |

|            |           |                        |
| Vieira 67’ | Marcatori | 7’ Freuler 32’ Amdouni |

| Arbitro: | Jarred Gillett |

|           |           |                                  |
| Ėbonh 16’ | Marcatori | 85’ (rig.) Weissman 90+2’ Gloukh |

| Pristina 16 giugno 2023, ore 20:45 CEST | Kosovo         | 0 – 0 referto | Romania | Stadio Fadil Vokrri (11 000 spett.)\| Arbitro: \| Danny Makkelie \| |
| Arbitro:                                | Danny Makkelie |               |         |                                                                     |

### Quarta giornata
| Arbitro: | Julian Weinberger |

|                       |           |                   |
| Marozaŭ 73’ Ėbonh 75’ | Marcatori | 87’ (rig.) Muriqi |

| Arbitro: | Dragomir Draganov |

|                        |           |           |
| Shlomo 42’ Solomon 61’ | Marcatori | 52’ Rosas |

| Arbitro: | Daniele Orsato |

|                  |           |                    |
| Amdouni 28’, 41’ | Marcatori | 89’, 90+2’ Mihăilă |

### Quinta giornata
| Andorra la Vella 9 settembre 2023, ore 18:00 CEST | Andorra         | 0 – 0 referto | Bielorussia | Stadio Nazionale (1 026 spett.)\| Arbitro: \| Eldorjan Hamiti \| |
| Arbitro:                                          | Eldorjan Hamiti |               |             |                                                                  |

| Arbitro: | Jakob Kehlet |

|                   |           |                                     |
| Muriqi 65’, 90+4’ | Marcatori | 14’ Freuler 79’ (aut.) Am. Rrahmani |

| Arbitro: | Slavko Vinčić |

|            |           |            |
| Alibec 27’ | Marcatori | 53’ Gloukh |

### Sesta giornata
| Arbitro: | Ricardo de Burgos Bengoetxea |

|                   |           |  |
| Kanichowsky 90+3’ | Marcatori |  |

| Arbitro: | Willy Delajod |

|                           |           |  |
| Stanciu 83’ Mihăilă 90+3’ | Marcatori |  |

| Arbitro: | Elchin Masiyev |

|                                          |           |  |
| Itten 49’ Xhaka 84’ Shaqiri 90+3’ (rig.) | Marcatori |  |

### Settima giornata
| Arbitro: | Nick Walsh |

|  |           |                             |
|  | Marcatori | 26’, 71’ Rashica 83’ Zeqiri |

| Budapest 12 ottobre 2023, ore 20:45 CEST | Bielorussia | 0 – 0 referto | Romania | Stadio Ferenc Szusza (0 spett.)\| Arbitro: \| Espen Eskås \| |
| Arbitro:                                 | Espen Eskås |               |         |                                                              |

| Arbitro: | Anthony Taylor |

|              |           |            |
| Weissman 88’ | Marcatori | 36’ Vargas |

### Ottava giornata
| Arbitro: | João Pinheiro |

|                                    |           |                                       |
| Shaqiri 28’ Akanji 89’ Amdouni 90’ | Marcatori | 61’ Ėbonh 69’ Paljakoŭ 84’ Ancileŭski |

| Arbitro: | Kristo Tohver |

|                                                    |           |  |
| Stanciu 23’ Hagi 28’ R. Marin 44’ (rig.) Coman 50’ | Marcatori |  |

| Arbitro: | Ivan Kružliak |

|             |           |  |
| Rashica 41’ | Marcatori |  |

### Nona giornata
| Arbitro: | Bulat Sariyev |

|            |           |  |
| Lapceŭ 83’ | Marcatori |  |

| Arbitro: | François Letexier |

|           |           |                     |
| Zahavi 2’ | Marcatori | 10’ Pușcaș 63’ Hagi |

| Arbitro: | António Nobre |

|            |           |            |
| Vargas 47’ | Marcatori | 82’ Hyseni |

### Decima giornata
| Arbitro: | Sascha Stegemann |

|  |           |                             |
|  | Marcatori | 29’ (aut.) Cervós 81’ Kinda |

| Arbitro: | Georgi Kabakov |

|  |           |                |
|  | Marcatori | 43’ Ancileŭski |

| Arbitro: | Davide Massa |

|            |           |  |
| Alibec 50’ | Marcatori |  |

## Classifica marcatori
6 reti
- Zeki Amdouni

3 reti
- Maks Ėbonh
- Vedat Muriqi (1 rigore)
- Milot Rashica

- Denis Alibec
- Valentin Mihăilă
- Nicolae Stanciu

- Renato Steffen
- Ruben Vargas

2 rete
- Albert Rosas
- Dzmitryj Ancileŭski
- Uladzislaŭ Marozaŭ

- Oscar Gloukh
- Shon Weissman (1 rigore)
- Ianis Hagi

- Remo Freuler
- Xherdan Shaqiri (1 rigore)
- Granit Xhaka

1 rete
- Márcio Vieira
- Dzjanis Lapceŭ
- Dzjanis Paljakoŭ
- Gavriel Kanichowsky
- Gadi Kinda
- Dor Peretz
- Raz Shlomo

- Manor Solomon
- Eran Zahavi
- Muhamet Hyseni
- Altin Zeqiri
- Edon Zhegrova
- Andrei Burcă
- Florinel Coman

- Dennis Man
- Răzvan Marin
- George Pușcaș
- Manuel Akanji
- Cedric Itten
- Silvan Widmer

Autoreti
- Joan Cervós (1, pro  Israele)

- Eli Dasa (1, pro  Kosovo)

- Amir Rrahmani (1, pro  Svizzera)